# Scott Conrad
Pour les articles homonymes, voir Conrad.
Scott Conrad, ACE, est un monteur américain né en 1944 en Californie.

## Biographie
Scott Conrad au départ se destine à être acteur et joue dans plusieurs pièces au cours de sa scolarité avec comme partenaire sa codisciple Mia Farrow. Après son diplôme, il passe des auditions et à même failli avoir le rôle principal de Peyton Place,.
Conrad entre finalement à 20 ans au service courrier de la 20th Century-Fox, et c'est là qu'il va trouver sa place. Au département montage, il a l'occasion d'observer le travail de certains des plus grands monteurs, comme Robert L. Simpson. Il retourne alors étudier cette discipline à l'USC,,.

## Filmographie (sélection)
- 1973 : Le Privé (The Long Goodbye) de Robert Altman
- 1976 : Rocky de John G. Avildsen
- 1979 : Wanda Nevada de Peter Fonda
- 1983 : Le Guerrier de l'espace : Aventures en zone interdite (Spacehunter: Adventures in the Forbidden Zone) de Lamont Johnson
- 1986 : Phantom de Mike Marvin
- 1987 : Faux Témoin (The Bedroom Window) de Curtis Hanson
- 1991 : Point Break de Kathryn Bigelow
- 1993 : Sister Act, acte 2 (Sister Act 2: Back in the Habit) de Bill Duke
- 2003 : Les Maîtres du jeu (Shade) de Damian Nieman

## Distinctions

### Récompenses
- Oscars 1977 : Oscar du meilleur montage pour Rocky